# Roman Pękalski

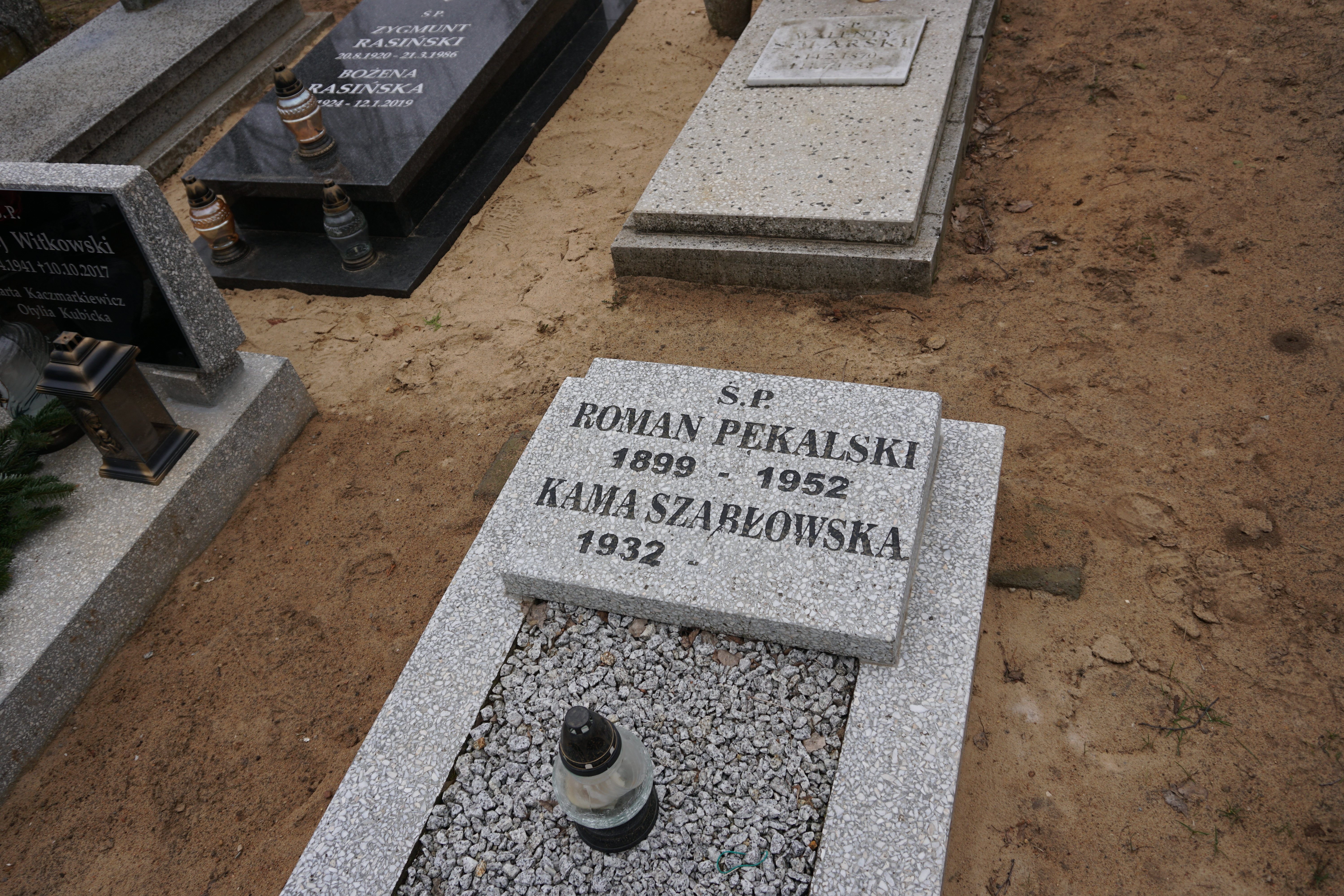
Grób Romana Pękalskiego na Cmentarzu Junikowskim

Roman Pękalski (ur. 10 sierpnia 1899, zm. 1952) – polski architekt i urbanista.

## Życiorys
Od 1929 do 1930 zastępca kierownika w Powiatowym Wydziale Budowlanym w Łodzi. W 1932 kończy studia na Politechnice Warszawskiej. Od 1931 do 1933 zatrudniony w biurze planowania Łodzi. Od 1933 do 1939 kierownik w Biurze Planowania Regionalnego w Poznaniu, a od 1945 do 1949 w Regionalnej Dyrekcji Planowania Przestrzennego tamże. Od 1949 do 1952 w Centralnym Biurze Planowania Architektury i Budownictwa w Poznaniu. W latach 1945–1950 prezes poznańskiego oddziału SARP. Został pochowany na Cmentarzu Junikowo w Poznaniu (pole 6-3-4-105).

## Dzieła
- nagroda w konkursie na zabudowę dzielnicy Łódź Fabryczna,
- nagroda w konkursie na plan regulacji Katowic,
- nagroda w konkursie na gmach sądu w Gdyni,
- plany szczegółowe miast i osiedli: Gniezno, Kłodawa, Chodzież i Wapno[3]